# Fiesta Nacional del Arroz
La Fiesta Nacional del Arroz se realiza, generalmente cada 2 años, en el corazón de la cuenca arrocera argentina, la ciudad de San Salvador, Entre Ríos, denominada desde la década de 1950 como Capital Nacional del Arroz.

## Historia
La primera Fiesta nacional del Arroz se desarrolló el día más frío del año, el 19 de junio de 1953 con un gran almuerzo, desfile de maquinarias y elección de la Reina Nacional del Arroz. 
La segunda Fiesta del Arroz se llevó a cabo en San Salvador en 1955 pero no adquirió el rango de nacional, que se realizaría por primera y única vez en la ciudad de Concordia en 1958.
La tercera edición nacional se realizó del 15 al 17 de noviembre de 1968 con una gran exposición agroindustrial y un recordado desfile de carrozas alegóricas. 
En tanto, en 1977 tuvo lugar la cuarta edición del evento, los días 28, 29 y 30 de octubre con un desfile que convocó a más de 20.000 personas. 
Pasaron 20 años para que la fiesta volviera a ser protagonista, del 28 al 30 de noviembre de 1997 se llevó a cabo la quinta edición, al año siguiente volvería a reeditarse, los días 4,5 y 6 de diciembre de 1998, con la sexta edición. 
En estos años se destacó la imponente exposición agroindustrial de carácter internacional que reunió a más de 50.000 personas.
Entre 2003 y 2008 existió cierta continuidad en la realización del evento que se llevó a cabo en cinco ocasiones en el Predio de la Estación San Salvador.
12ª Fiesta y Expo Nacional del Arroz
Los días 9, 10 y 11 de septiembre de 2011 se llevó a cabo la 12.ª edición de la fiesta, en tres escenarios en simultáneo. La ciudad se vistió de fiesta para recibir a miles de personas que disfrutaron de la exposición agroindustrial, comercial y artesanal más grande de la provincia, de los espectáculos de primer nivel y del desfile con carrozas alegóricas en el centro de la ciudad.
13ª Fiesta y Expo Nacional del Arroz
Se llevó a cabo los días 20, 21 y 23 de septiembre de 2013, con la organización del sector arrocero y el municipio local.
14ª Fiesta y Expo Nacional del Arroz
La Fiesta volvió a llevarse a cabo en noviembre, los días 25, 26 y 27 del 2016, con la organización del sector arrocero y el municipio local. Todas las actividades se desarrollaron en el Predio Ferial Municipal. Por primera vez en la historia del evento, una sansalvadoreña le entregó la corona de Reina del Arroz a otra representante local.
15º Expo y Fiesta Nacional del Arroz
Se desarrolló 16 al 19 de noviembre de 2018, con la organización del municipio local y algunas entidades del sector arrocero. La gran ausente, por problemas institucionales, fue la Asociación de Plantadores de Arroz. Coincidente con el 50 aniversario de la primera expo agroindustrial hubo un sector dedicado a empresas del sector agropecuario. Por primera vez, el Predio Ferial se unificó con los espectáculos, una feria de emprendedores, un paseo de artesanos y un gran patio de comidas. Más de 20.000 personas pasaron por la exposición durante los 4 días de la Fiesta; lo que la convirtió en la más exitosa de los últimos años. 
Después de 60 años, una santafecina fue elegida como representante de la Fiesta. La esperancina, Camila Müller se convirtió en la primera Embajadora Nacional del Arroz. Lucas Sugo y el regreso de Ariel Pucheta con Ráfaga fueron los números centrales en el Escenario Mayor.
16º Expo y Fiesta Nacional del Arroz
Se llevó a cabo del 18 al 20 de noviembre de 2022 en el Predio Ferial Municipal, con la organización del municipio y todas las entidades del sector arrocero e instituciones de la ciudad. La exposición agroindustrial volvió a ser la más grande la provincia en un predio de 5 hectáreas con más de 300 expositores, al que se anexó un nuevo predio para los espectáculos artísticos. Unas 25.000 personas recorrieron la fiesta, que contó con los shows de Banda XXI, Los Totoras, Indio Rojas y Rodrigo Tapari. La sansalvadoreña, Malena Cleen, fue elegida como Embajadora Nacional.

## Reinas y Embajadoras Nacionales
La elección nacional de la Reina del Arroz de Argentina, se realiza durante los festejos de cada edición, generalmente el día sábado. Participan representantes de varias localidades entrerrianas y otras provincias. Durante la 5.ª y 6.ª Edición se realizó primero la elección provincial; y luego la elección nacional, con representantes de las provincias arroceras. 
Además, es tradicional la elección local de la Reina del Arroz, que se realiza con un mes de anticipación del evento nacional, en donde la elegida representa a la ciudad anfitriona. 
Desde las XV Edición se elige Embajadora y Vice-Embajadora Nacional, valorando los aspectos culturales de cada una de las postulantes provinientes de varias provincias argentinas, relacionadas con la producción arrocera. 

### Reinas Nacionales del Arroz
| Edición | Año  | Reina                         | Localidad              | Provincia  |
| ------- | ---- | ----------------------------- | ---------------------- | ---------- |
| 1       | 1953 | Gloria Puiggcernau            | Villaguay              | Entre Ríos |
| 2       | 1958 | Marta von Wartburg            | San Javier             | Santa Fe   |
| 3       | 1968 | Hortencia Charadia            | Urdinarrain            | Entre Ríos |
| 4       | 1977 | María Susana Claa             | Villa Elisa            | Entre Ríos |
| 5       | 1997 | Paola Alejandra Tejeiro Otaño | Mercedes               | Corrientes |
| 6       | 1998 | Silvina Scheffler             | Villa Elisa            | Entre Ríos |
| 7       | 2003 | Leylen Díaz                   | San Salvador           | Entre Ríos |
| 8       | 2004 | Melina Bonnin                 | Concepción del Uruguay | Entre Ríos |
| 9       | 2005 | Vanesa Follonier              | San Salvador           | Entre Ríos |
| 10      | 2007 | María Cielo Fernández         | Mercedes               | Corrientes |
| 11      | 2008 | Ludmila Giacoboni             | San José               | Entre Ríos |
| 12      | 2011 | Betiana Mazurier              | Federación             | Entre Ríos |
| 13      | 2013 | María Antonia Martínez        | San Salvador           | Entre Ríos |
| 14      | 2016 | Rebeca Lantelme               | San Salvador           | Entre Ríos |

### Embajadoras Nacionales del Arroz
| Edición | Año  | Embajadora    | Localidad    | Provincia  |
| ------- | ---- | ------------- | ------------ | ---------- |
| 15      | 2018 | Camila Müller | Esperanza    | Santa Fe   |
| 15      | 2022 | Malena Cleen  | San Salvador | Entre Ríos |